# Wilhelminabrug (Leiden)
De Wilhelminabrug is een brug over het Rijn-Schiekanaal bij de Nederlandse stad Leiden.

## Typering
De brug is een ophaalbrug, die sinds 1964 bestaat uit een gemetselde brugkelder, ophaalbrug, tussenpijler, stalen aanbrug en gemetselde landhoofden. Naast de ophaalbrug staat een gemetseld bedieningshuis, maar de bediening gebeurt tegenwoordig op afstand vanaf bedieningscentrale De Waard, vanwaar ongeveer 10 bruggen in de regio van Leiden worden bediend. De ophaalbrug heeft vrijstaande hameikolommen en losse priemen. De aandrijving geschiedt door middel van twee heugels. De rijweg is 13 m breed; aan weerszijden ligt een trottoir en fietspad, die samen 2 m breed zijn.

## Geschiedenis
Toen er een kanaal werd gegraven vanaf de knik in de Vliet bij de Lammenschans tot de Nieuwe Rijn en door het Waardeiland tot recht tegenover de Zijl was het ook noodzakelijk de eenvoudige keersluis in de Hoge Rijndijk te vervangen. In 1918-1919 werd de Wilhelminabrug gebouwd om het op 15 mei 1919 voor de scheepvaart geopende Rijn-Schiekanaal te overbruggen als onderdeel van de Rijksweg Leiden-Utrecht. De brug bestond uit twee in elkaars verlengde liggende ophaalbruggen, die op 11 januari 1919 voor het verkeer werd opengesteld. Hoewel midden jaren 1950-1960 de Rijksweg A4 werd geopend, bleven de Hoge Rijndijk en de Wilhelminabrug intensief gebruikt worden. Mede door de toename van het scheepvaartverkeer met steeds grotere schepen, ontstond de behoefte aan een nieuwe brug met een breder wegdek en een bredere doorvaartopening. Dat werd in 1964 gerealiseerd, waarbij de twee oorspronkelijke bruggen van 1919 werden vervangen door een enkele ophaalbrug aan de kant van de watertoren.
In augustus 1987 werd de val (het gedeelte van de brug dat omhoog gaat) van de Wilhelminabrug vervangen. Voor fietsers en voetgangers werd gedurende de dagen dat de brug buiten gebruik was gesteld een veerpontje ingezet.
In de zomer van 2022 is de brug onderhouden. Tijdens deze werkzaamheden was de brug gedurende 10 weken afgesloten voor alle verkeer. Fietsers en voetgangers konden gebruik maken van de in 2006 geopende nabijgelegen Julius Caesarbrug. 

## Gedicht
Op de kant van de val van de brug - alleen zichtbaar als de brug geopend wordt - is sinds 1987 een kort gedicht van Jan Kleingeld aangebracht: Wind - water - lucht - schip - groet - wachter - wij - wachten.

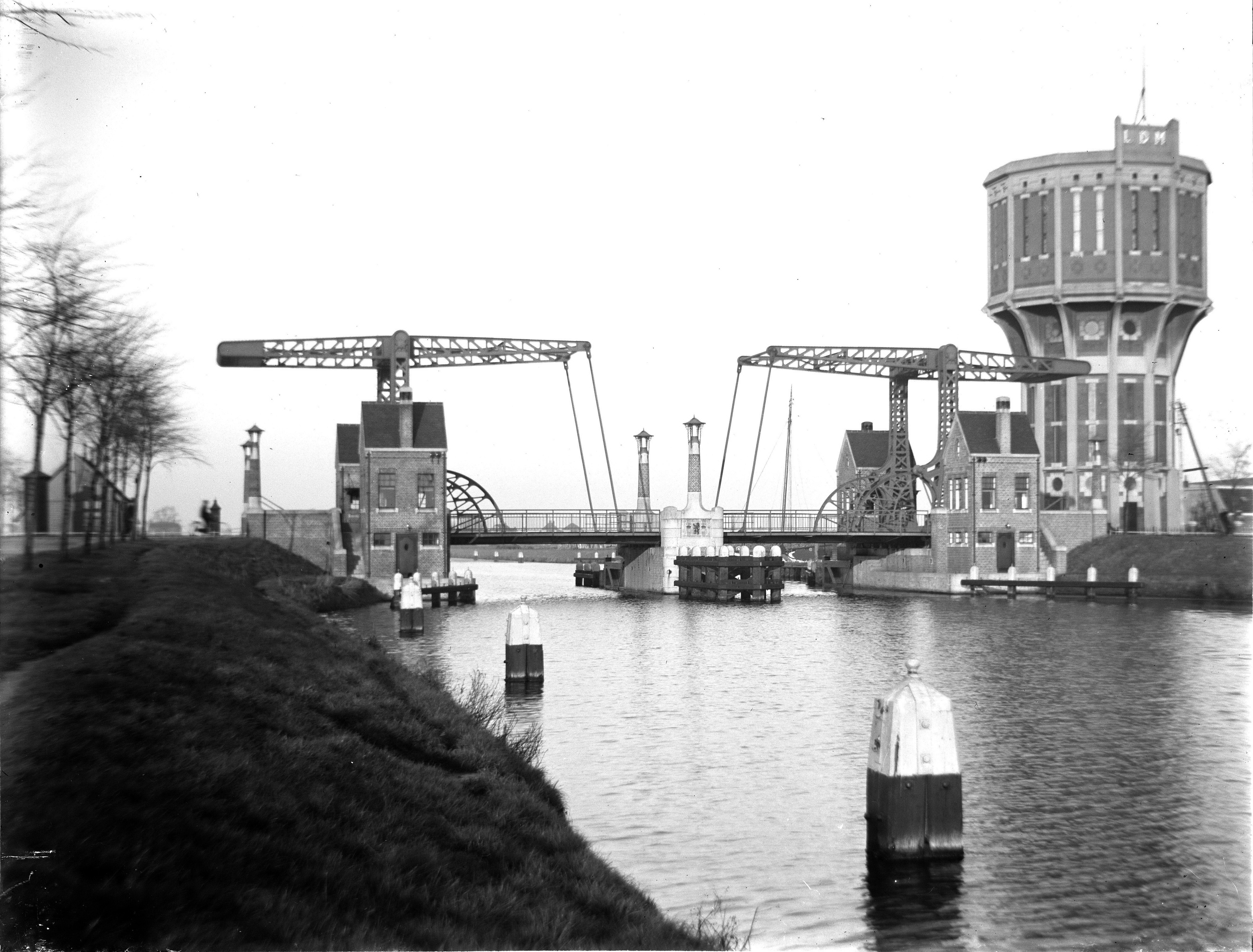
De brug in 1924
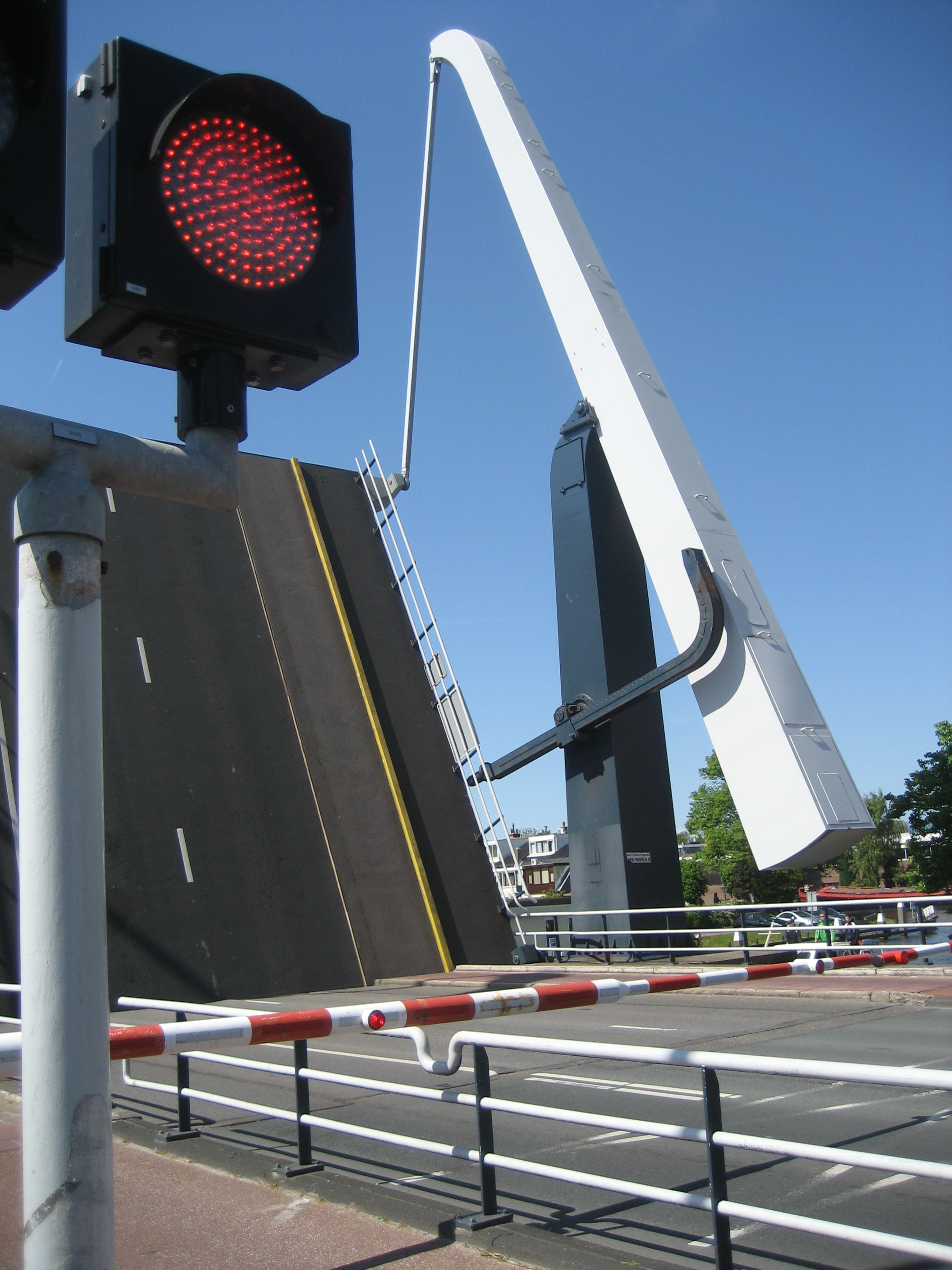
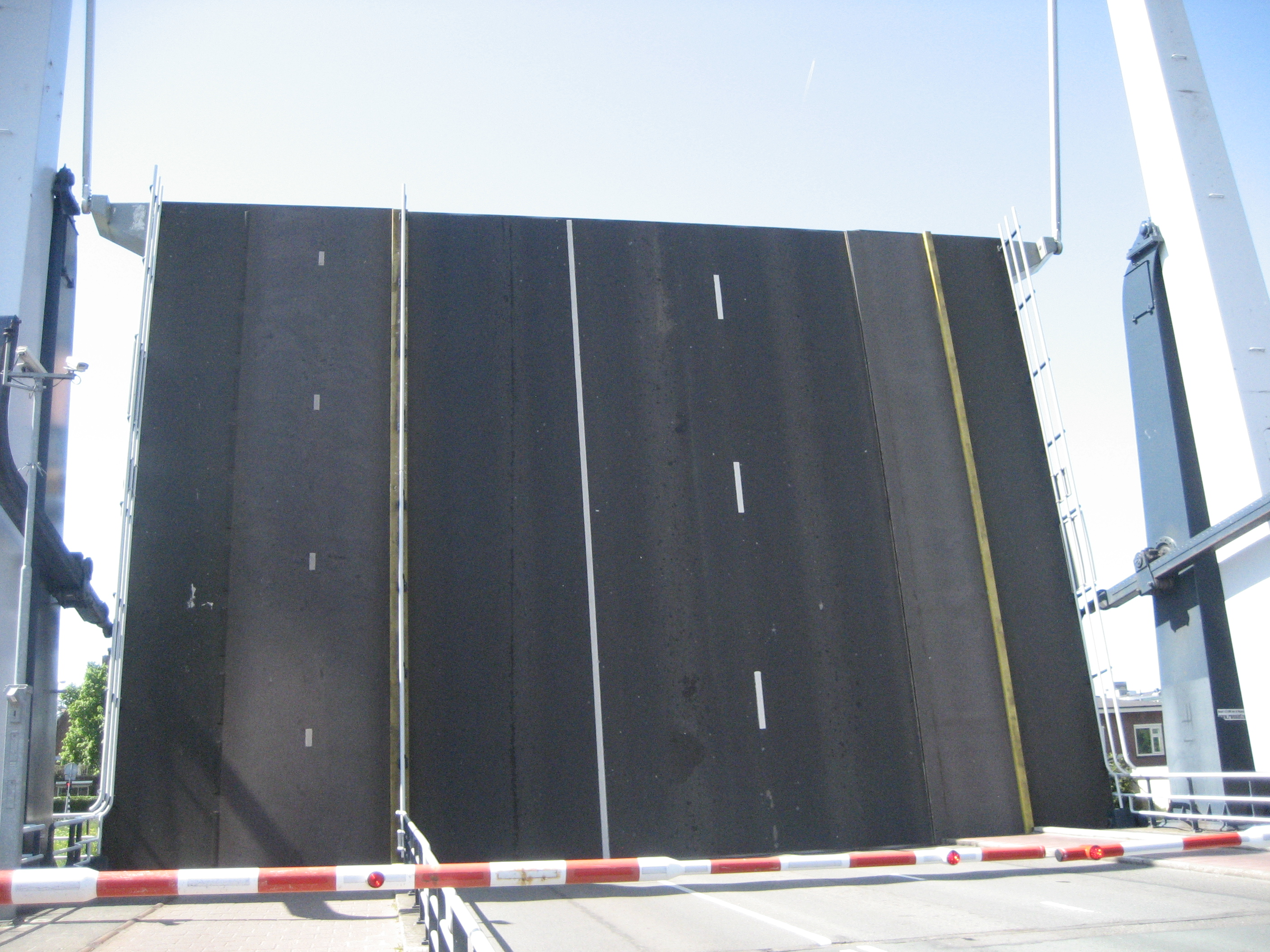
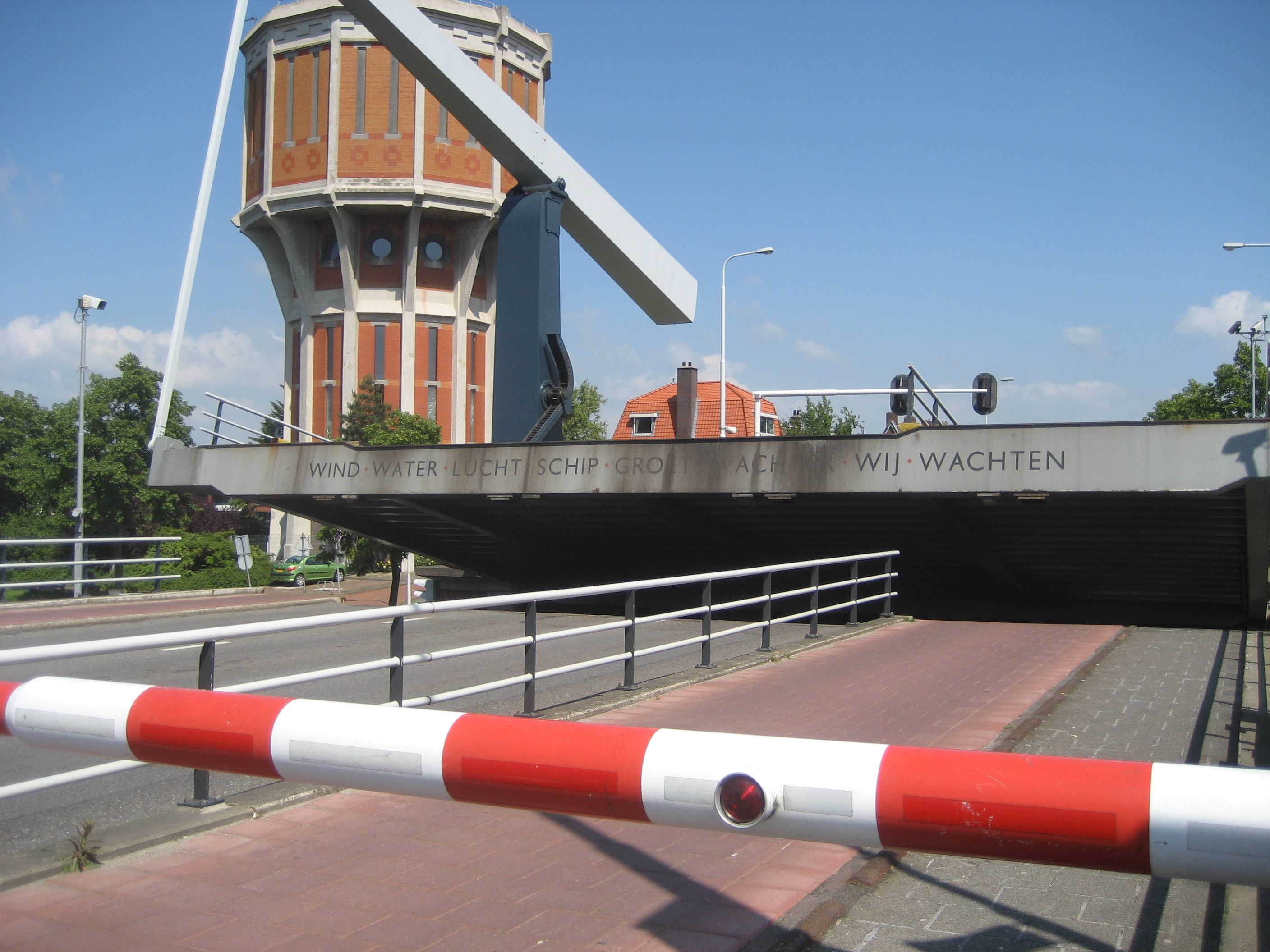
Gedicht Jan Kleingeld

In de binnenstad:

Aeldisbrug ·
Alkemadebrug ·
Asschuurbrug ·
Blauwpoortsbrug ·
Blekersbrug ·
Bostelbrug ·
Catharinabrug ·
Derde Waardbrug ·
Doelenbrug ·
Doelengrachtsbrug ·
Doelenpoortsbrug ·
Dullebrug ·
Franciskanerbrug ·
Gansoordbrug ·
Gepekte Brug ·
Groenebrug ·
Groenhazenbrug ·
Grofsmederijbrug ·
Grote Havenbrug ·
Hapynionbrug ·
Helarbrug ·
Herenbrug ·
Herenpoortsbrug ·
Hogewoerdsbrug ·
Hoogeveensbrug ·
Huigbrug ·
Hulpwerfbrug ·
Jan van Houtbrug ·
Jan Vossenbrug ·
Karnemelksbrug ·
Katoenbrug ·
Kazernebrug ·
Kerkbrug ·
Kerkpleinbrug ·
Kippenbrug ·
Kleine Havenbrug ·
Kleine Paterbrug ·
Koepoortsbrug ·
Koornbrug ·
Koningsbrug ·
Kraaierbrug ·
Laatste Brug ·
Lijsbethbrug ·
Looiersbrug ·
Lourisbrug ·
Loviumbrug ·
Marebrug ·
Marepoortsbrug ·
Mecklenburgerbrug ·
Minnebroersbrug ·
Molensteegbrug ·
Morspoortbrug ·
Nassaubrug ·
Neksluisbrug ·
Nieuwsteegbrug ·
Nonnenbrug ·
Noordeindsbrug ·
Noord-Kijfbrug ·
Oranjebrug ·
Paterbrug ·
Pauwbrug ·
Poppebrug ·
Rembrandtbrug ·
Reuvensbrug ·
Rijnbrug ·
Rijnsburgerbrug ·
Scheluwbrug ·
Singelbrug ·
Sint Jansbrug ·
Sint Jeroensbrug ·
Sint Sebastiaansbrug ·
Stadsmolensluis ·
Tapijtkloppersbrug ·
Trekvaartbrug ·
Turfmarktsbrug ·
Tweede Waardbrug ·
Utrechtse Brug ·
Valkbrug ·
Van Disselbrug ·
Verversbrug ·
Vierde Waardbrug ·
Visbrug ·
Vlietbrug ·
Vreewijkbrug ·
Warmonderbrug ·
Weverbrug · 
Wijnbrug ·
Wisenniabrug ·
Wittepoortsbrug ·
Zijlpoortsbrug ·
Zuid-Kijfbrug ·
Zuidsingelbrug
Overige bruggen:

Groenhovenbrug ·
Haagbrug ·
Haagsche Schouwbrug ·
Hoflandbrug ·
Hooghkamerbrug ·
Jaagbrug ·
Jan van Goyenbrug ·
Julius Caesarbrug ·
Kanaalbrug · 
Lammebrug ·
Oud-Hortuszichtbrug ·
Trekvlietbrug ·
Schrijversbrug ·
Spanjaardsbrug ·
Spoorbrug RSK ·
Spoorbrug De Vink ·
Staatsspoorbrug ·
Stevensbrug ·
Stevenshofbrug ·
Sumatrabrug ·
Waddingerbrug ·
Wilhelminabrug ·
Wouterenbrug ·
Zijlbrug